# دوغ مويرهيد
دوغ مويرهيد هو لاعب كرة قدم كندي في مركز الهجوم، ولد في 20 مارس 1962 في كندا. شارك مع منتخب كندا لكرة القدم. أما مع النوادي، فقد لعب مع فانكوفر وايتكابس وفانكوفر وايتكابس.

## وصلات خارجية
- دوغ مويرهيد على موقع الاتحاد الدولي (مؤرشف)  (الإنجليزية)
- دوغ مويرهيد على موقع قاعدة بيانات كرة القدم.إي يو (الإنجليزية)
- دوغ مويرهيد على موقع ناشيونال فوتبول تيمز (الإنجليزية)